# Adictiva
Adictiva è un singolo dei rapper portoricani Daddy Yankee e Anuel AA, pubblicato il 9 novembre 2018.

## Tracce
1. Adictiva – 3:27